# Jak Sierwis
Jak Sierwis – nieistniejące rosyjskie linie lotnicze z siedzibą w Moskwie. Linie wykonywały biznesowe loty czarterowe przy użyciu samolotów Jak-40 oraz Jak-42.
Linie w okresie od lipca do listopada 2009 miały zakaz lotów nad terytorium Unii Europejskiej.
21 września 2011 Federalna Agencja Transportu Lotniczego (Rosawiacja) odebrała przewoźnikowi licencję. Powodem tej decyzji była Katastrofa lotu Jak Sierwis 9633.

## Flota
Stan na styczeń 2005:
| Model  | Liczba | Uwagi |
| ------ | ------ | ----- |
| Jak-40 | 3      |       |
| Jak-42 | 1      |       |
| Razem: | 4      |       |

## Wypadki
- 7 września 2011 – Katastrofa lotu Jak Sierwis 9633, do której doszło podczas startu w Jarosławiu. Z powodu błędu pilota zginęły 44 osoby, a jedna została ranna. Zginęli m.in. zawodnicy hokejowego klubu Łokomotiw Jarosław[3].